# IANA
IANA (на английски: Internet Assigned Numbers Authority; на български: Служба за присвояване на имена и адреси в Интернет) е звено на организацията ICANN, занимаващо се с уреждането на множество мрежови параметри и техните стойности. Създадена е неформално преди 1972 г. и осъществява дейността си под ръководството на Джон Пъстел до смъртта му през 1998 г. През 1999 г., година след създаването на ICANN, организацията се включва в нейната структура.
IANA отговаря за:
- отпускането на IP адреси и делегирането на регистрация на домейни
- регистрирането на MIME типове
- администрирането на данните на коренните DNS сървъри
- заделянето на номера на мрежови портове
- заделянето на номера на протоколи използвани в заглавията на IP протокола
- уреждането (приемане и регистриране) на различните URL схеми
- дефинирането и администрирането на имена (идентификатори) за различните символни кодировки

и много други...